# Filosofia dels Estats Units

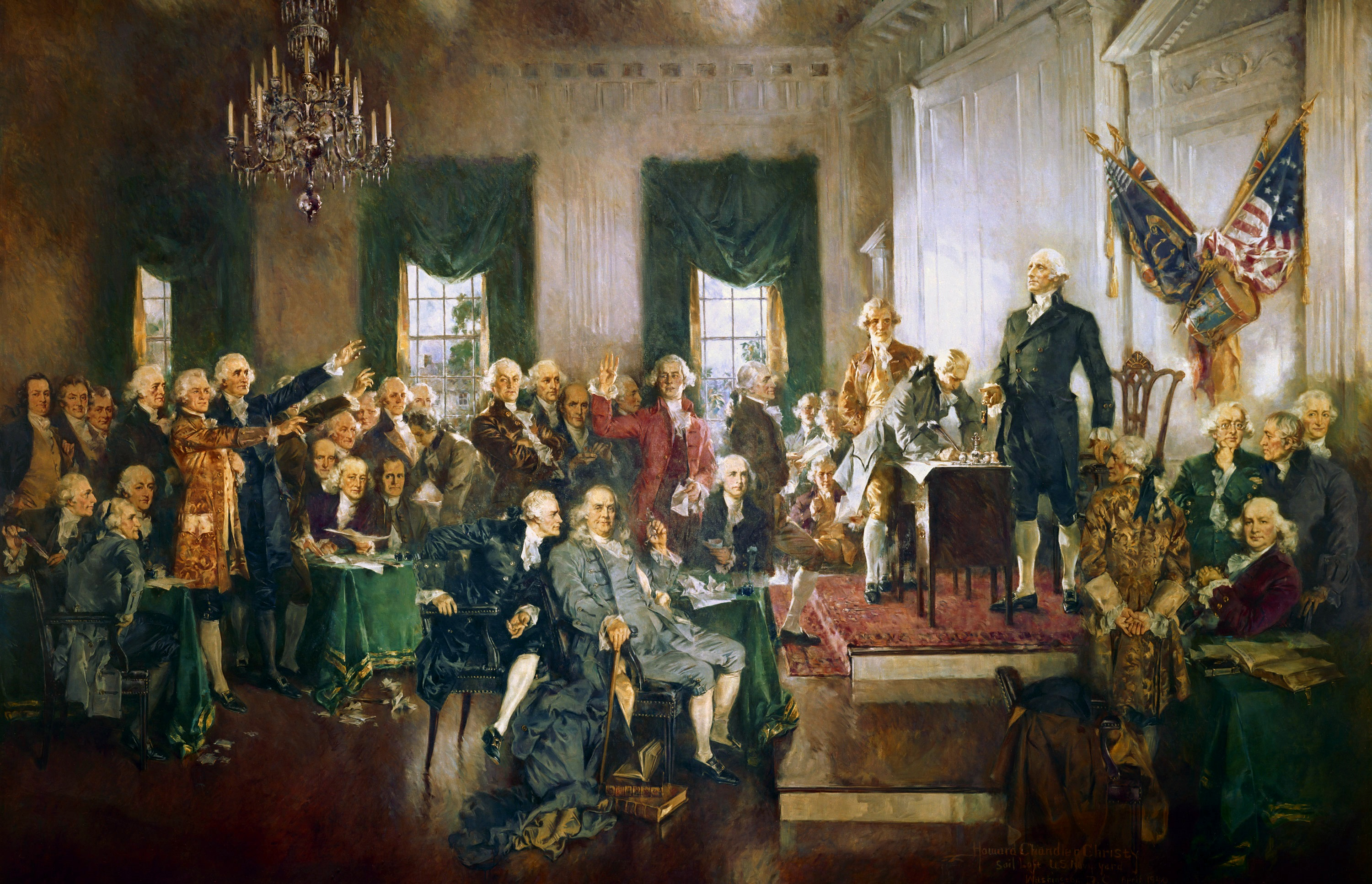
Pintura de Howard Chandler Christy de l'escena en la Convenció de Filadèlfia que va portar a la signatura de la Constitució dels Estats Units, un document important en la política i la filosofia legal d'Amèrica.

La filosofia als Estats Units és l'activitat i les obres realitzades en l'àmbit de la filosofia pels ciutadans nord-americans, tant als Estats Units com a l'estranger. La Internet Encyclopedia of Philosophy esmenta que la filosofia als Estats Units, tot i que no té "un nucli de característiques definides, pot ser considerada com a reflex i alhora component de la identitat col·lectiva dels Estats Units en la història de la nació."

## Segle XVII
La tradició filosòfica nord-americana va començar juntament amb la colonització europea del Nou Món. L'arribada dels Puritans a Nova York va inscriure la primera filosofia nord-americana en la tradició religiosa, i també va suposar un èmfasi en la relació entre els individus i la comunitat, com evidencien els documents antics colonials com ara les "Ordres Fonamentals de Connecticut" (1639) i el "Conjunt de Llibertats de Massachusetts" (1641).
Pensadors com John Winthrop situaven a la vida pública per sobre de la privada, sostenint que la primera té prioritat sobre la segona, mentre que altres escriptors, com ara Roger Williams (cofundador de Rhode Island) sostenien que la tolerància religiosa anava més enllà de tractar d'aconseguir l'homogeneïtat religiosa a una comunitat.

## Segle XVIII
La filosofia nord-americana al segle xviii se sol dividir en dues parts, la primera caracteritzada pel calvinisme purità, i la segona caracteritzada per l'encarnació americans de la il·lustració europea que s'associa al pensament polític dels Pares Fundadors.
Al segle xviii es va introduir Francis Bacon i els filòsofs de la Il·lustració Descartes, Newton, Locke, Wollaston i Berkeley a l'Amèrica colonial britànica. Dos filòsofs americans, Samuel Johnson i Jonathan Edwards, van ser influents per primera vegada; després van adaptar i ampliar les seves idees de la Il·lustració per desenvolupar la seva pròpia teologia i filosofia nord-americana. Tots dos van ser ordenats ministres congregacionalistes puritans que van adoptar gran part del nou aprenentatge de la Il·lustració. Tots dos eren educats a Yale i Berkeley i van influir en els idealistes que es van convertir en influents presidents de la universitat. Tots dos van influir en el desenvolupament de la filosofia política nord-americana i en les obres dels pares fundadors. Però Edwards va basar la seva reformada teologia puritana en la doctrina calvinista, mentre que Johnson es va convertir a la religió episcopal anglicana (l’Església d’Anglaterra), i després va basar la seva nova filosofia moral nord-americana en la religió natural de William Wollaston. A finals de segle, el realisme escocès innat o de sentit comú va substituir les escoles natives d'aquests dos rivals en els plans d'estudis de filosofia universitària dels col·legis americans; seguiria sent la filosofia dominant en el món acadèmic nord-americà fins a la Guerra Civil.

### Calvinisme

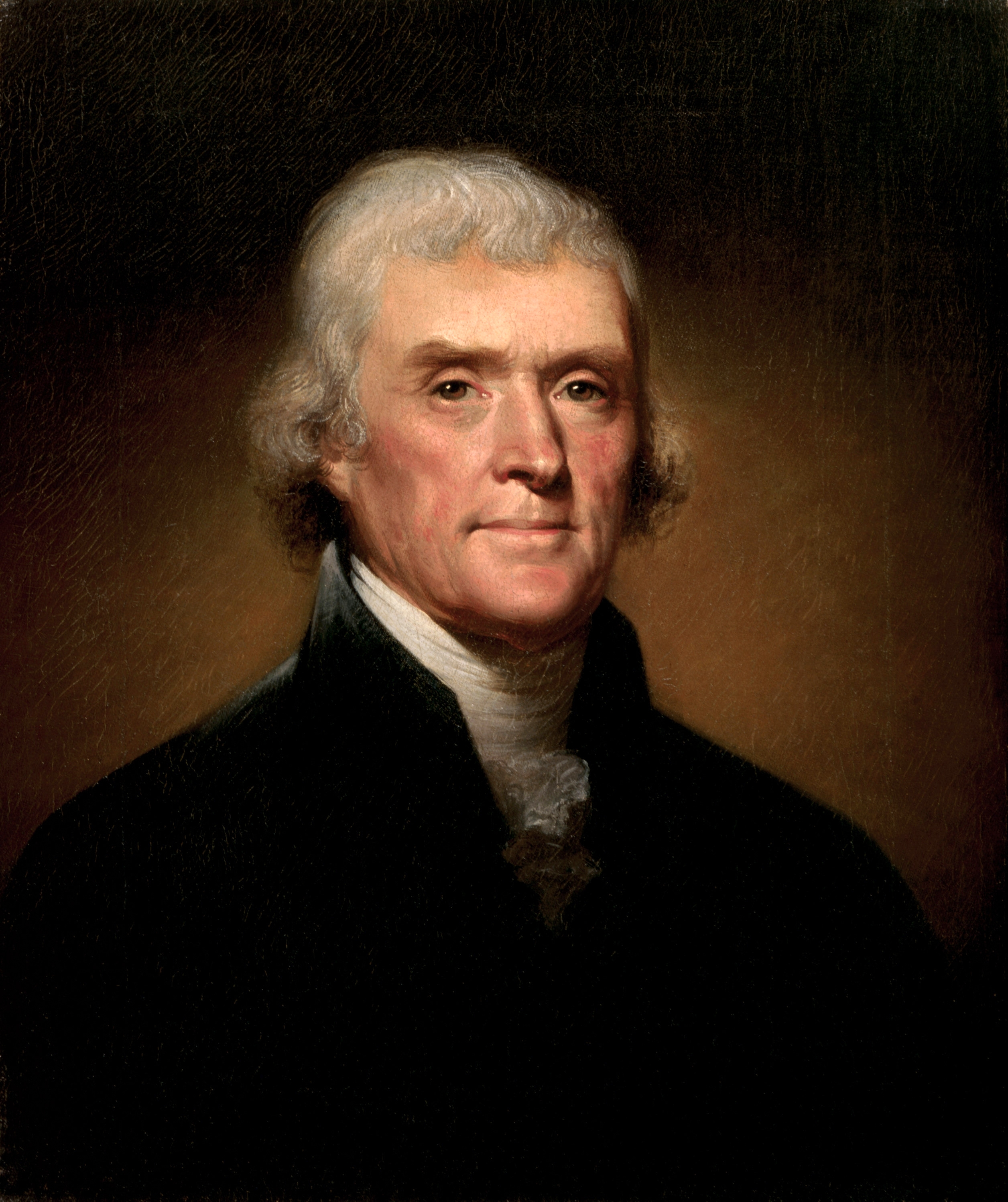
Retrat de Thomas Jefferson elaborat per Rembrandt Peale el 1800.

Jonathan Edwards és considerat "el teòleg filosòfic nord-americà més important i original." Destaquen els seus sermons plens d'energia, com ara "Pecadors a les mans d'un Déu enutjat" on Edwards emfatitzava "la sobirania absoluta de Déu i la bellesa de la seva santedat." Tractant d'unir el platonisme cristià amb una epistemologia empiricista, amb ajuda de la física newtoniana, Edwards estava molt influït per George Berkeley, un empiricista. Edwards va desenvolupar a partir de Bishop Berkeley la seva tesi sobre la importància de l'immaterial en el desenvolupament de l'experiència humana.
La ment no material consisteix d'enteniment i voluntat, i és l'enteniment interpretat en un context newtonià, el que condueix a la categoria metafísica fonamental de la Resistència. No importa quines són les característiques que posseeixi un objecte, posseeix aquestes característiques perquè l'objecte resisteix. La Resistència en si és la manifestació del poder de Déu, i pot ser interpretada segons les lleis de moviment de Newton, segons les quals un objecte no "posseeix una predisposició" a canviar el seu estat de moviment actual, un objecte en repòs romandrà en repòs i un objecte en moviment romandrà en moviment.
Com a calvinista i determinista dur, Jonathan Edwards també rebutjava el lliure albir, sostenint que "nosaltres podem fer el que desitgem, però no podem agradar com millor se'ns ocorri." Segons Edwards, ni les bones obres ni la fe autooriginada condueixen a la salvació, en canvi és la gràcia incondicional de Déu la que s'alça com l'únic àrbitre de la fortuna d'l'home.

## Segle XIX
El segle xix va veure el sorgiment del romanticisme a Amèrica. L'encarnació del romanticisme nord-americà va ser el transcendentalisme i es destaca com una innovació important dels Estats Units. El segle xix també va veure el sorgiment de l'escola del pragmatisme, juntament amb el moviment filosòfic hegelià per George Holmes Howison que va tenir el seu centre a Sant Lluís.

## Segle XX
El pragmatisme, que va començar al segle xix als Estats Units, a principis de segle xx va començar a ser acompanyat per altres escoles filosòfiques de pensament, que el van acabar eclipsant durant un temps. El segle xx va veure el sorgiment de la filosofia del procés, influïda per la visió científica del món i la Teoria de la relativitat d'Einstein. A mitjans del segle xx va augmentar la popularitat de la filosofia del llenguatge i la filosofia analítica dels Estats Units. L'existencialisme i la fenomenologia, tot i que va ser molt popular a Europa al segle xx, mai va aconseguir als Estats Units el mateix nivell de popularitat.
Cap a finals de segle XX hi va haver un ressorgiment de l'interès pel pragmatisme. En gran part els responsables són Hilary Putnam i Richard Rorty. Rorty és famós per ser autor de Philosophy and the Mirror of Nature i Philosophy and Social Hope. Hilary Putnam és conegut pel seu quasi-empirisme en matemàtiques, el seu experiment mental de desafiament del cervell en una cubeta, i els seus altres treballs sobre filosofia de la ment, filosofia del llenguatge, i filosofia de la ciència.
Philosophy for Children (en català, Filosofia per a nens'), també conegut com a P4C, és un programa educatiu-filosòfic, fundat a finals de la dècada de 1960 als Estats Units, que s'ha estès i diversificat des dels seus orígens.